# Kanton Guipavas
Der Kanton Guipavas (bretonisch Kanton Gwipavaz) ist seit 1985 ein französischer Kanton im Arrondissement Brest, im Département Finistère und in der Region Bretagne; sein Hauptort ist Guipavas.  

## Geschichte
Der Kanton entstand am 15. Februar 1790 und wurde 1801 wieder aufgelöst. Er wurde 1985 wieder neu geschaffen. Zum Kanton Guipavas gehörten bis 2015 zwei Gemeinden. Mit der Neuordnung der Kantone in Frankreich stieg die Zahl der Gemeinden 2015 auf 3. Zu den bisherigen beiden Gemeinden des alten Kantons Guipavas kam noch 1 der 10 Gemeinden des bisherigen Kantons Daoulas hinzu.

## Lage
Der Kanton liegt im Westen des Départements Finistère. 

## Gemeinden
Der Kanton besteht aus drei Gemeinden mit insgesamt 40.669 Einwohnern (Stand: 1. Januar 2022) auf einer Gesamtfläche von 97,39 km²:
| Gemeinde           | Bretonisch          | Einwohner (2022) | Fläche (km²) | Code postal | Code Insee |
| ------------------ | ------------------- | ---------------- | ------------ | ----------- | ---------- |
| Guipavas           | Gwipavaz            | 15.401           | 44,13        | 29490       | 29075      |
| Le Relecq-Kerhuon  | Ar Releg-Kerhuon    | 11.837           | 6,43         | 29480       | 29235      |
| Plougastel-Daoulas | Plougastell-Daoulaz | 13.431           | 46,83        | 29470       | 29189      |
| Kanton Guipavas    | Gwipavaz            | 40.669           | 97,39        | -           | 2912       |

### Kanton Guipavas bis 2015
Der alte Kanton Guipavas bestand aus zwei Gemeinden auf einer Fläche von 50,56 km². Diese waren: Guipavas (Hauptort) und Le Relecq-Kerhuon.

## Bevölkerungsentwicklung
| 1962   | 1968   | 1975   | 1982   | 1990   | 1999   | 2006   | 2012   |
| ------ | ------ | ------ | ------ | ------ | ------ | ------ | ------ |
| 13.136 | 143.47 | 17.458 | 19.711 | 22.525 | 23.450 | 24.292 | 24.761 |